# 在大阪シンガポール共和国名誉領事館
もしかして
- 在大阪シンガポール共和国名誉総領事館

ではありませんか？